# The Case of Becky (film 1921)
The Case of Becky è un film muto del 1921 diretto da Chester M. Franklin.

## Trama
Balzamo, un mago girovago, giunge in una cittadina dove abita il dottor Emerson con la giovane moglie. Il ciarlatano rapisce la donna, dopo averla ipnotizzata. Anni dopo, sentendo che la morte è vicina, la donna chiama sua figlia Dorothy e le chiede di sfuggire a quell'influenza malvagia.
Dorothy cerca allora la protezione della signora Arnold e di suo figlio John andando a vivere in una piccola città dove la giovane è finalmente felice. Quando però si fidanza con John, la ragazza cambia di carattere, perde la sua innocenza e si trasforma in una donna maliziosa, dichiarando di chiamarsi Becky. Il dottor Emerson, specialista in malattie nervose, la porta nella sua clinica ma lì Uriah Stone (in realtà Balzamo) rivendica Becky come sua figlia. Emerson però sospetta che Balzamo sia proprio l'uomo che gli ha rapito la moglie. Incapace di dominare il medico, il mago viene sconfitto: Dorothy ritorna in sé e può sposare John.

## Produzione
Il film fu prodotto dalla Realart Pictures Corporation.

## Distribuzione
Distribuito dalla Realart Pictures e dalla Paramount Pictures, il film uscì nelle sale cinematografiche USA il 9 ottobre 1921.
Copia della pellicola viene conservata negli archivi della Library of Congress.

## Altre versioni
Dal lavoro teatrale di Edward Locke e David Belasco furono tratte diverse versioni cinematografiche. 
- The Case of Becky, regia di Frank Reicher (1915)
- The Two-Soul Woman, regia di Elmer Clifton (1918)
- The Case of Becky, regia di Chester M. Franklin (1921)